# 秘密結社
秘密结社（英語：或），又称秘密会社、秘密社团、地下党、地下社团，是指是在正常社会组织系统之外存在着的种种下层社会成员群体，被正统社会秩序的统治者视为“异端”，有时候也包括秘密宗教，例如密宗。
秘密结社有可能是由于统治者当局对自由结社权的限制和监视，导致结社成員不得不隱藏其活動，或也有可能是从創立一开始就不准备对一般公眾公開，仅通过一定數量已加入成员作為介绍人和严格的身份审查筛选才能加入，并在加入时要舉行一些儀式，例如宣誓。
秘密結社的規章通常要求成員要保持一定的秘密或者不能對外洩漏其他成員的身分，有些結社的規章甚至要求以生命為代價，或者嚴格追究叛徒，因此经常受到社会外界的猜疑、批評和恐惧。
秘密结社也經常成為某些陰謀論的主角，被描述成是拥有極大的權力或邪恶的意圖、政治目标和经济野心的少數人團體。例如共济会建立新世界秩序。也有人认为陰謀論誇大其詞、刻意宣传、過度評價，这类阴谋论更类似于小说等虚构的文学作品而非报告文学，调查或者要求解散这类秘密结社反而会幫助他們宣傳或者美化其形象。

## 历史
秘密社会是历史上一些下层民众为了谋求精神寄托或生活帮助，在秘密状态下结成的各种名目不同的社会群体或组织。这些组织与当时的正统思想和主流社会秩序相对立，而被历代统治阶级视为异端或叛逆，遭到严厉镇压。历史上的秘密社会在政治上具有两重性。一方面，他们宣扬的口号或教义，在客观上迎合了下层群众的某些愿望和要求；每当阶级矛盾激化时，它们往往成为农民、游民或无产者和其它下层民众反抗封建统治的工具；另一方面，它们也往往从事打架斗殴、绑架夺财或敛钱渔色等破坏正常秩序，危害人民生命财产安全的活动。在社会矛盾激化时，又往往被内部少数上层分子所控制、利用，成为其实现个人野心的工具。所以，研究者一般使用“秘密社会”或“秘密结社”这样的中性概念表述这类组织的存在状态。
中国历史上的秘密社会按照其组织形态和行为方式，分为秘密会党和秘密教门两大系统。前者是用结拜异姓兄弟的方式建立组织，以江湖义气、帮规家法和其它封建伦理道德观念来维系内部团结；后者是用师徒传承的方式建立组织，以被曲解、改造的儒、释、道三教教义、学说作为维系内部团结的工具。一些秘密社会组织曾在历史上发动或参与了反抗封建压迫、抵抗外来侵略的斗争，尤其是在太平天国起义、义和团运动和辛亥革命中发挥了十分重要的作用，但它们也嚴重危害社会治安和平民生命财产安全等。

## 列表

### 政治組織
- 共济会
- 光明會
- 骷髏會
- 彼得伯勒俱乐部
- 洪门
- 兴中会（国民党、中华革命党、中国国民党的前身）
- 中國致公黨（天地會）
- 上海共產主義小組（1920年-1928年中國共產黨的前身）
- 中国革命共产党（1948年至今的中国托派组织）
- 俄国社会民主工党（1898年-1907年、苏联共产党前身）
- 印度支那共产党
- 泰國共產黨
- 哥倫布騎士會
- 羅馬俱樂部
- 芬尼亞兄弟會
- 愛爾蘭共和兄弟會
- 中國美生總會（共济会中華民国分会）
- 台灣青年社
- 台灣獨立建國聯盟
- 香港支聯會
- 内蒙古人民革命党
- 突厥斯坦伊斯兰党
- 藏人行政中央
- 中国民主党
- 韓國壹會
- 韓國軍人共濟會
- 日本黑龍會
- 日本樱会
- 中華民主聯邦共和國
- 驕傲男孩
- 穆斯林兄弟會
- 伊扎布特
- 伊斯兰解放党
- 巴基斯坦伊斯兰大会党
- 阿拉伯复兴社会党—伊拉克地区（2003年以后一直地下活动）
- 库尔德斯坦工人党
- 帝国公民
- 法西斯民主党

### 反政府游擊隊與武裝團體
- 尼泊爾共產黨
- 活躍於馬來西亞與菲律賓之間的阿布沙耶夫組織
- 馬來亞共產黨
- 馬來亞共產黨革命派
- 馬來亞人民解放軍
- 馬來西亞共產黨
- 菲律賓新人民軍
- 菲律賓共產黨
- 巴特寮
- 紅色高棉
- 車臣高加索酋長國組織
- 車臣黑寡婦組織
- 德國紅軍派
- 意大利红色旅
- 日本赤軍
- 美國猶太保衛同盟
- 美國全國步槍協會
- 美國三K黨
- 美國天军恐怖組織（英语：Army of God (United States)），一个极端反堕胎的恐怖组织。
- 美國共生解放軍
- 美國夏威夷公民公共安全委員會，在美國主導夏威夷獨立的游擊隊組織。
- 朝鮮人民游擊隊（朝鲜语：조선인민유격대）
- 血盟團
- 缅甸民族革命军
- 埃及伊斯兰圣战组织
- 伊朗人民聖戰者組織
- 伊朗人民敢死游擊隊組織
- 伊斯蘭敢死隊
- 正義之軍
- 伊拉克伊斯兰抵抗组织
- 人民保護部隊
- 敘利亞自由軍
- 敘利亞沙姆解放組織
- 敘利亞征服沙姆陣線
- 伊斯蘭國組織
- 南方作战室
- 活躍於阿爾及利亞等国的伊斯蘭馬格里布蓋達組織
- 活跃于斯里兰卡的泰米尔伊拉姆猛虎解放组织
- 活躍於利比亞與葉門的伊斯蘭教法虔信者
- 利比亞國民解放軍
- 葉門胡塞武裝組織
- 奈及利亞博科圣地
- 索馬利亞青年黨
- 肯亞恐怖主義（英语：Terrorism in Kenya）团体
- 信仰衛士組織
- 圣训捍卫者
- 利比里亞愛國陣線（英语：National Patriotic Front of Liberia）
- 塞拉利昂武裝部隊革命委員會（英语：Armed Forces Revolutionary Council）
- 塞拉利昂革命聯合陣線
- 圣灵抵抗军
- 提格雷人民解放阵线
- 哥倫比亞革命武裝力量－人民軍
- 哥倫比亞民族解放軍
- 哥倫比亞人民解放軍
- 厄瓜多尔人民戰士團體
- 巴拉圭人民軍
- 印度全印尼泊爾人團結協會
- 巴基斯坦虔誠軍
- 俾路支解放军
- 蓋達組織
- 呼羅珊 (伊斯蘭組織)
- 乌兹别克斯坦伊斯兰运动
- 印度聖戰者組織
- 阿拉伯半岛蓋達组织
- 巴基斯坦塔利班运动
- 黎巴嫩真主黨
- 巴勒斯坦阿克薩烈士旅
- 巴勒斯坦哈馬斯
- 巴勒斯坦伊宰·丁·卡桑烈士旅

### 秘密宗教信仰
- 南韓新天地耶穌教證據帳幕聖殿教會
- 南韓世界和平統一家庭聯合會
- 南韓救援派
- 南韓基督教福音宣教會
- 南韓永世教
- 南韓永生教
- 家庭國際
- 耶穌會
- 美國人民聖殿教
- 美國天堂之門
- 美國撒旦教會
- 英國黃金黎明協會
- 居伦运动
- 蘇非派运动
- 盎格鲁-撒克逊传教运动
- 摩尼教
- 中國世界以利亞福音宣教會
- 中國全能神教會
- 中国白莲社
- 中國羅教
- 中國八卦教
- 法轮功
- 玫瑰十字會
- 馬丁教派門徒會
- 東方聖堂騎士團（Ordo Templi Orientis，簡稱︰O.T.O.）
- 土星兄弟會（Fraternitas Saturni）
- 台灣佛教如來宗
- 大中華佛國
- 萬順天國

### 黑社会犯罪集团
- 紐西蘭黑暗力量（黑人權力 ）（英语：Black Power (New Zealand)）
- 紐西蘭雜種團伙（英语：Mongrel Mob）
- 紐西蘭全國有70多個犯罪組織超過4000名黑幫份子在活躍。
- 英國克勒肯韋爾犯罪集團（亞當斯家族）（英语：Clerkenwell crime syndicate） - 13個家族
- 英國安里夫犯罪家族（英语：Arifs (gang)）（ 戴利-虎斑家族的延續，倫敦的土耳其黑手黨）
- 英國光頭黨
- 英國曼徹斯特
  - 高尚街幫（英语：Quality Street Gang）
  - 努南犯罪家族（英语：Desmond Noonan）
- 哥倫比亞卡利集團
- 哥倫比亞麥德林販毒集團（英语：Medellín Cartel） - 巴勃羅·埃斯科瓦爾
- 哥倫比亞北斯德瓦里販毒集團（英语：Norte del Valle Cartel）
- 哥倫比亞北海岸販毒集團（英语：North Coast Cartel）
- 哥倫比亞Clan del Golfo（英语：Clan del Golfo）
- 哥倫比亞Oficina de Envigado（英语：Oficina de Envigado）
- 墨西哥海灣販毒集團（西班牙语：Cártel del Golfo）
- 墨西哥瓜達拉哈拉販毒集團
- 墨西哥洛斯哲塔斯
- 墨西哥Barrio Azteca
- 墨西哥華雷斯販毒集團（西班牙语：Cártel de Juárez）
- 墨西哥科利马販毒集團（西班牙语：Cártel de Colima）
- 墨西哥蒂華納販毒集團（西班牙语：Cártel de Tijuana）Tijuana Cartel
- 墨西哥錫納羅亞販毒集團
- 阿爾巴尼亞黑手黨（英语：Albanian mafia）
- 乌兹别克斯坦黑手党
- 巴西PCC（葡萄牙語：Primeiro Comando da Capital）
- 奈及利亞騙徒
- 俄羅斯松采沃兄弟會
- 俄羅斯黑手黨
- 美國愛爾蘭幫
- 美國洛杉磯市的18街幫（英语：18th Street gang）
- 協勝堂（英语：Hip Sing Tong）
- 安良堂
  - 鬼影幫（英语：Ghost Shadows）
- 美國華青幫
- 美國MS13
- 美國瘸幫
- 美國血幫
- 美國地獄天使幫
- 義大利裔美國黑手黨
- 美國博南諾犯罪家族（英语：Bonanno crime family）
- 美國甘比諾犯罪家族
- 美國哥倫布犯罪家族（英语：Colombo crime family）
- 美國盧切斯犯罪家族（英语：Lucchese crime family）
- 美國普法羅犯罪家族（英语：Buffalo crime family）
- 美國吉諾維斯犯罪家族（英语：Genovese crime family）
- 美國芝加哥犯罪集團
- 美國東哈林紫色幫（英语：East Harlem Purple Gang）
- 由在美國的黑幫老大喬·加洛（英语：Joe Gallo），領導的加洛幫
- 活躍於美國與加拿大的 加拿大里祖托犯罪家族（英语：Rizzuto crime family）
- 美國黑手黨委員會
- 美國魯戴伊組織（英语：Rudaj Organization），美國紐約市的阿爾巴尼亞黑手黨（英语：Albanian mafia）黑幫家族
- 美國猶太幫
- 美國雅利安兄弟會
- 美國鍋爐室詐騙集團
- 義大利西西里島黑手黨
- 義大利光榮會
- 義大利克莫拉集團
- 台灣竹聯幫
- 台灣四海幫
- 台灣七賢幫
- 台灣天道盟
- 台灣敏德會
- 台灣飛鷹幫
- 台灣大湖幫
- 台灣松聯幫
- 台灣西北幫
- 台灣三光幫
- 台灣大樹林幫
- 台灣中山聯盟
- 台灣牛埔幫
- 台灣詐騙集團，台灣很多黑幫份子，也會參與詐騙集團的犯罪活動。
- 日本工藤會
- 日本道仁會
- 日本太州會
- 日本山口組
- 日本共政會
- 日本稻川會
- 日本竹中組
- 日本一心會
- 南韓組織暴力團
- 馬來西亞私會黨
- 馬來西亞海山公司
- 中國三合會
- 中國14K (三合會)
- 中國青幫
- 中國香港和勝和幫
- 中國新義安幫
- 中國砍手党
- 中國斧头帮
- 中國福建幫
- 中國天安社
- 法國科西嘉有組織犯罪（法语：« Corsican mafia »）
- 法國科隆納犯罪家庭